# Phrissoma terrenum
Phrissoma terrenum är en skalbaggsart som beskrevs av White 1858. Phrissoma terrenum ingår i släktet Phrissoma och familjen långhorningar. Inga underarter finns listade i Catalogue of Life.